# Mambo italiano (film)
Mambo italiano è un film del 2003 diretto da Émile Gaudreault.
La sceneggiatura è stata scritta da Gaudreault, sulla base di un'opera teatrale di Steve Galluccio.
Il film presenta Luke Kirby nei panni di Angelo Barberini, un giovane gay che lotta per trovare il modo di fare il coming out con la sua famiglia italo-canadese.
Galluccio, a sua volta, ha creato la sitcom televisiva Ciao Bella, che esplorava temi simili sullo "scontro fra culture". Claudia Ferri, che recitava il ruolo della sorella di Angelo, Anna, in Mambo italiano, ha il ruolo protagonista in Ciao Bella.

## Trama
Angelo Barberini è un trentenne italo-canadese, grazie ai genitori, Maria e Gino, emigranti dall'Italia in Canada prima del matrimonio. Il giovane decide che è ormai tempo di lasciare la casa paterna per vivere da solo. I genitori non vedono di buon occhio la decisione del figlio, ma cambiano idea quando il miglior amico di Angelo, Nino, anche lui di origine italiana, va a vivere col figlio. Fino a quando, però, scoprono che in verità i due hanno una relazione sentimentale. Qui iniziano i guai, con numerosi riferimenti ai maggiori luoghi comuni sugli Italiani (mentre sono solo accennati verso i gay).
Il film prosegue con la lenta accettazione dei genitori verso l'orientamento sessuale di Angelo, che deve fare i conti con la rottura tra questi e Nino. Quest'ultimo deciderà di sposarsi con una donna, incapace di vivere apertamente la propria omosessualità, e continuerà ad avere una doppia vita.
L'epilogo vede Angelo fidanzarsi con un altro ragazzo ed i genitori che ne vanno fieri passeggiando con loro tra le strade del quartiere italiano di Montréal.